# 春田站
春田站（日语：／ Haruta eki */?）是一個位於日本愛知縣名古屋市中川區春田二丁目，屬於東海旅客鐵道（JR東海）關西本線的鐵路車站。車站編號為CJ02。

## 車站構造
有效長度146公尺對向式月台2面2線可交會的高架車站。

### 月台配置
| 月台 | 路線     | 方向 | 目的地           | 備註                |
| ---- | -------- | ---- | ---------------- | ------------------- |
| 1    | 關西本線 | 下行 | 四日市、松阪方向 | 一部分於2號月台開出 |
| 2    | 關西本線 | 上行 | 名古屋方向       |                     |

## 使用情況
根據「名古屋市統計年鑑」，此站一日平均上車人次（不包括下車人次）如下表。
| 年度   | 一日平均 上車人次 |
| ------ | ----------------- |
| 2000年 | 1,262             |
| 2001年 | 1,611             |
| 2002年 | 2,006             |
| 2003年 | 2,255             |
| 2004年 | 2,495             |
| 2005年 | 2,715             |
| 2006年 | 2,808             |
| 2007年 | 2,969             |
| 2008年 | 3,042             |
| 2009年 | 3,121             |
| 2010年 | 3,271             |
| 2011年 | 3,299             |
| 2012年 | 3,374             |
| 2013年 | 3,495             |
| 2014年 | 3,534             |
| 2015年 | 3,589             |
| 2016年 | 3,663             |
| 2017年 | 3,750             |
| 2018年 | 3,747             |

## 相鄰車站
東海旅客鐵道（JR東海）
 關西本線
■快速「三重」、■快速、■區間快速
通過
■普通
八田（CJ01）－春田（CJ02）－蟹江（CJ03）

### 來源
1. 1 2  . 交通新聞 (交通新聞社). 2001-03-06: 1.
2. 1 2 3 4 5  平成17年版名古屋市統計年鑑 11.運輸・通信 11-7.JR東海各駅の乗車人員 （页面存档备份，存于） 総数を365および366で除した人数。
3. 1 2 3 4 5  平成22年版名古屋市統計年鑑 11.運輸・通信 11-7.JR東海各駅の乗車人員 （页面存档备份，存于） 総数を365および366で除した人数。
4. ↑  平成23年版名古屋市統計年鑑 11.運輸・通信 11-7.JR東海各駅の乗車人員 （页面存档备份，存于） 総数を365で除した人数。
5. ↑  平成24年版名古屋市統計年鑑 11.運輸・通信 11-7.JR東海各駅の乗車人員 （页面存档备份，存于） 総数を366で除した人数。
6. ↑  平成25年版名古屋市統計年鑑 11.運輸・通信 11-7.JR東海各駅の乗車人員 （页面存档备份，存于） 総数を365で除した人数。
7. ↑  平成26年版名古屋市統計年鑑 11.運輸・通信 11-7.JR東海各駅の乗車人員 （页面存档备份，存于） 総数を365で除した人数。
8. 鉄道建築ニュース（2001年7月号 pp24-26）

## 外部連結
- 春田 - 東海旅客鐵道